# 希科里鎮區 (阿肯色州卡羅爾縣)
希科里鎮區（英語：Hickory Township）是位於美國阿肯色州卡羅爾縣的一個行政鎮區。

## 地方資料
根據2010年美國人口普查的數據，希科里鎮區的面積為147.83平方千米，當中陸地面積為147.83平方千米，而水域面積為0.00平方千米。當地共有人口4977人，而人口密度為每平方千米33人。